# Verb nepredicativ

Formele verbale nepredicative/nepersonale sunt uneori considerate moduri împreună cu cele personale, dar, din cauza unor diferențe fundamentale de natură semantică, morfologică și sintactică, în gramatica modernă sunt luate separat. În limba română există patru forme verbale nepredicative. Acestea nu au niciodată rol de predicat.

### Modurile nepersonale/nepredicative sunt
1.Modul „infinitiv”(forma de dictionar a verbului precedată de a):
E ușor a scrie versuri.
2.Modul „gerunziu”(cu terminațiile "-ind"sau"-ând"):
Iubind in taina am păstrat tăcere.
Crezând că ai plecat am închis casa.
3.Modul „participiu”(cu terminațiile "-t" sau "-s"):
Lucru știut este cunoscut.
Zvonul scris s-a răspândit.
4.Modul „supin”(se formeaza după schema „de(pentru,la etc.)+participiu”)
Mașina de spălat ,mașina de scris și mașina de cusut nu mai funcționează.
Mergem la cules de vișine.
Umblă după jucat.